# Katherine Helmond

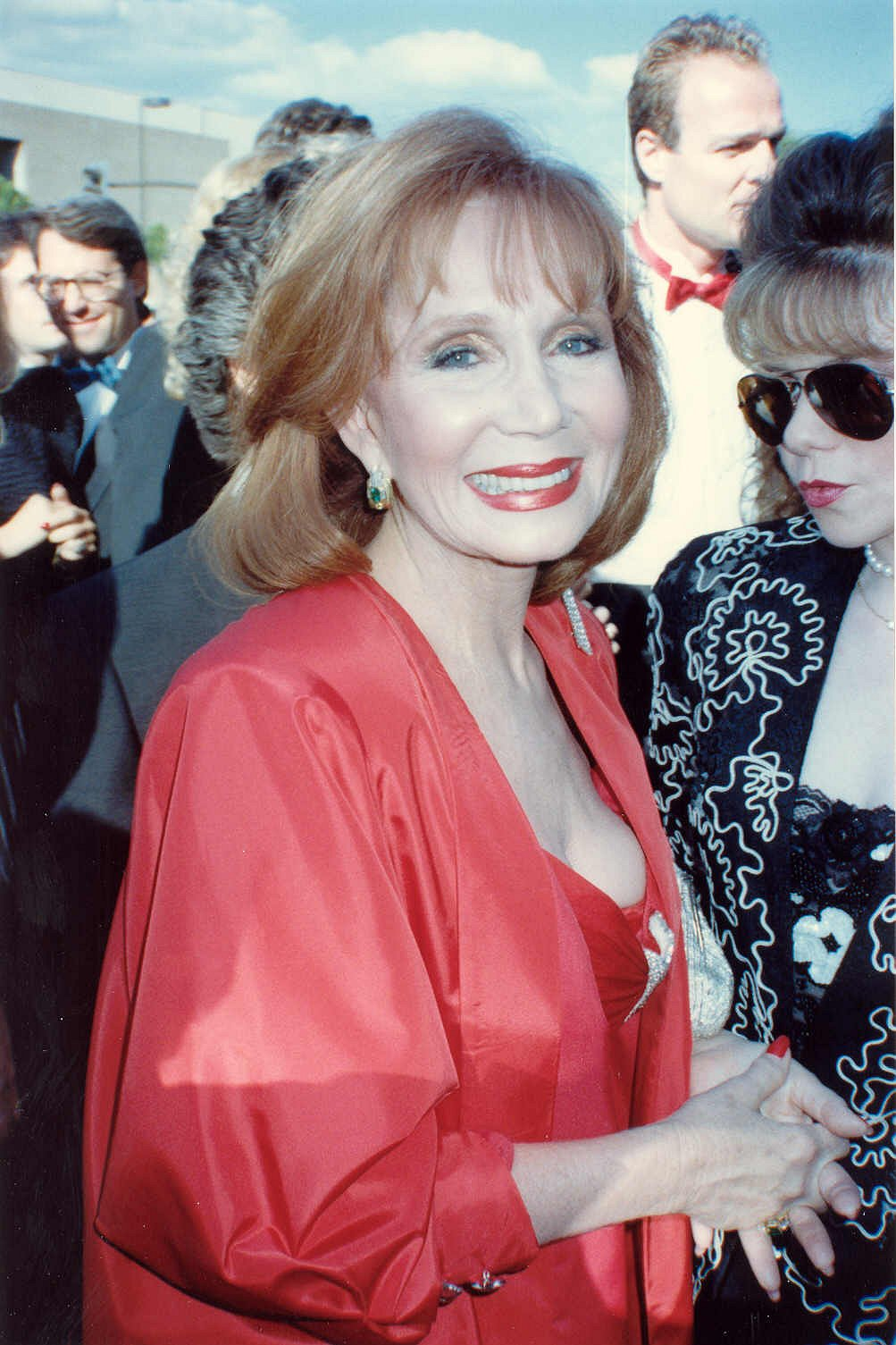
Katherine Helmond bei der Emmy-Verleihung 1989

Katherine Marie Helmond (* 5. Juli 1929 in Galveston, Texas; † 23. Februar 2019 in Los Angeles, Kalifornien) war eine US-amerikanische Schauspielerin.

## Leben
Katherine Helmond war die Tochter von Thelma Malone und war irischer Abstammung. Sie studierte an der Bob Jones University in Greenville, South Carolina. Ab Mitte der 1950er-Jahre übernahm sie verschiedene Rollen bei Theater, Film und Fernsehen. Helmond war im Jahr 1973 für ihre Nebenrolle in dem Theaterstück The Great God Brown (Der große Gott Brown) von Eugene O’Neill für einen Tony Award nominiert.
Einem breiteren Fernsehpublikum wurde sie durch die Hauptrolle der Jessica Tate in der Fernsehserie Soap – Trautes Heim (1977–1981) bekannt, für die sie im Jahr 1981 mit einem Golden Globe Award ausgezeichnet wurde. Außerdem war sie für die Serie in den Jahren 1978, 1979, 1980 und 1981 für einen Emmy Award nominiert. In den Jahren 1984 bis 1992 spielte Helmond in der Fernsehserie Wer ist hier der Boss? die Rolle der Mona Robinson, der Mutter von Angela Bower (gespielt von Judith Light). Für diese Rolle war sie in den Jahren 1988 und 1989 für einen Emmy Award als „Beste Nebendarstellerin“ nominiert. In den Jahren 1986 und 1989 war sie für die Rolle für einen Golden Globe Award nominiert, den sie im Jahr 1989 gewann. Ihre siebte Emmy-Nominierung erhielt sie 2002 für Alle lieben Raymond, in dieser Sitcom spielte sie wiederkehrend die Mutter der Hauptfigur Debra Barone.
Helmond wirkte auch häufig an Kinofilmen mit, unter Regie von Terry Gilliam spielte sie in dessen Filmen Time Bandits, Brazil und Fear and Loathing in Las Vegas. In der Filmkomödie Overboard – Ein Goldfisch fällt ins Wasser trat sie 1987 neben Goldie Hawn und Kurt Russell in einer größeren Rolle auf. Für ihre Rolle in dem Film Die phantastische Reise ins Jenseits von 1988 war sie für einen Saturn Award nominiert. In dem Fernsehfilm Belüge mich nicht spielte sie 1991 eine der Hauptrollen. In den Cars-Zeichentrickfilmen sprach sie in der englischen Originalfassung die Rolle der Lizzie.
Helmond heiratete 1957 den Schauspieler George Martin. Nach ihrer Scheidung von Martin heiratete sie 1962 David Christian; mit ihm lebte sie bis zu ihrem Tod zusammen. Sie starb im Februar 2019 im Alter von 89 Jahren.

## Filmografie (Auswahl)
- 1955: Wine of Morning
- 1971: Hospital (The Hospital)

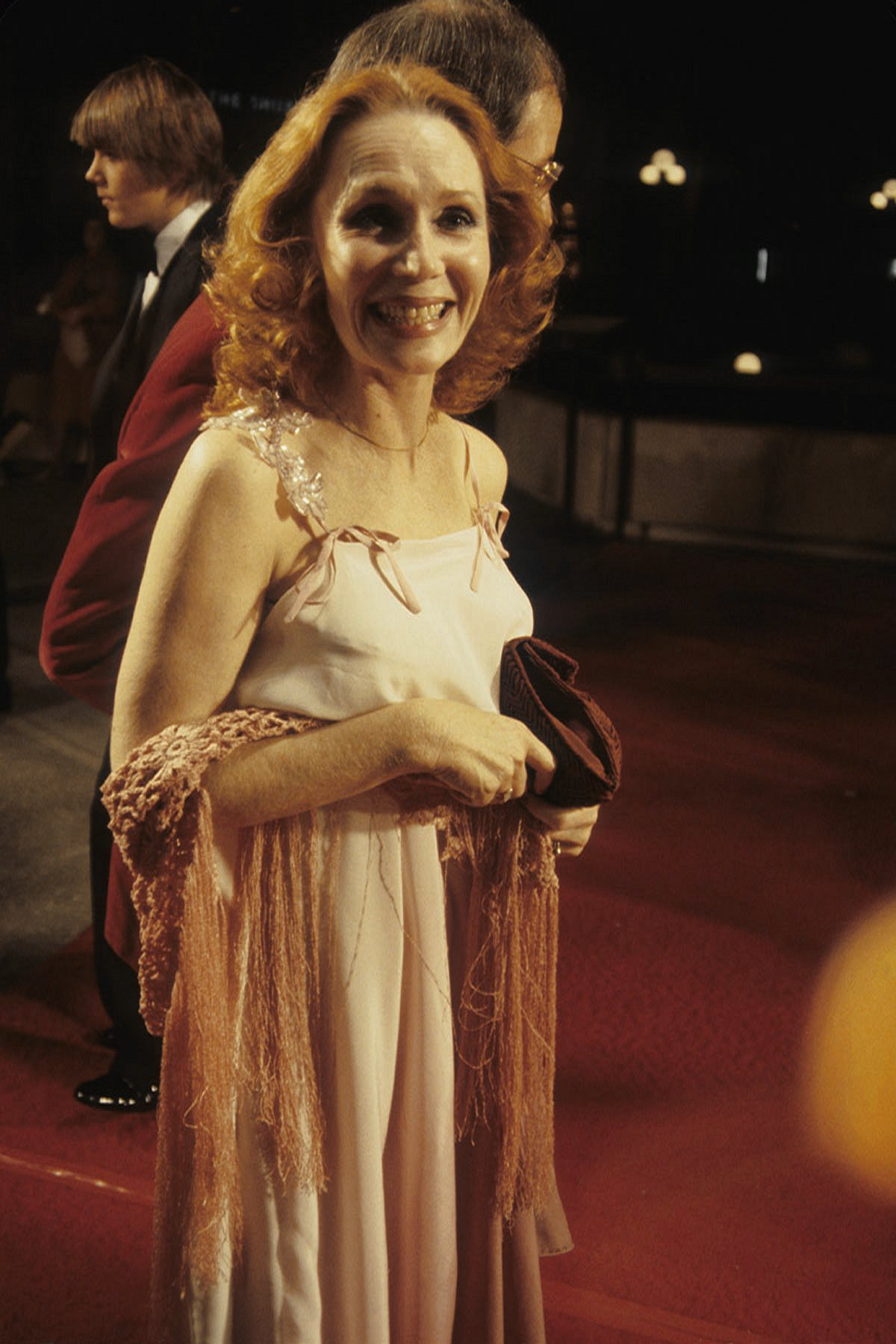
Katherine Helmond, 1979

- 1974: Der Tag, an dem die Heuschrecken kamen (Locusts, Fernsehfilm)
- 1975: Barnaby Jones (Fernsehserie, eine Folge)
- 1976: Familiengrab (Family Plot)
- 1977–1981: Soap – Trautes Heim (Soap, Fernsehserie, 88 Folgen)
- 1981: Time Bandits
- 1981: Love Boat (The Love Boat, Fernsehserie, Folge The Mongala, dt. Titel Mongala, das Wesen aus grauer Vorzeit)
- 1984–1992: Wer ist hier der Boss? (Who’s the Boss?, Fernsehserie, 196 Folgen)
- 1985: Brazil
- 1987: Overboard – Ein Goldfisch fällt ins Wasser (Overboard)
- 1988: Die phantastische Reise ins Jenseits (Lady in White)
- 1991: Im Schatten des Todes (The Perfect Tribute, Fernsehfilm)
- 1991: Belüge mich nicht (Deception: A Mother’s Secret, Fernsehfilm)
- 1994: Die Frau, die zuviel wußte (The Flight of the Dove)
- 1996–2004: Alle lieben Raymond (Everybody loves Raymond, Fernsehserie, 14 Folgen)
- 1997: Ms. Scrooge – Ein wundervoller Engel (Ms. Scrooge)
- 1998: Fear and Loathing in Las Vegas
- 2000: Das Kindermädchen (The Perfect Nanny)
- 2001: Schmutziges Erbe (Living in Fear, Fernsehfilm)
- 2003: Beethoven auf Schatzsuche (Beethoven’s 5th)
- 2006: Cars (Stimme)
- 2007: The Strand
- 2011: Cars 2 (Stimme)
- 2011: True Blood (Fernsehserie, eine Folge)
- 2011: Harry’s Law (Fernsehserie, eine Folge)
- 2017: Cars 3: Evolution (Stimme)
- 2018: Frank and Ava